# Darkhad
Els darhad (mongol: Дархад), d'acord amb la transliteració Darkhad anglosaxona, són una tribu mongol, que viuen principalment als districtes de Bajanzùrh, Ulaan-Uul, Rėnčinlhùmbė i Cagaannuur la província de Hövsgöl. Al nord-oest de la província, van prendre el seu nom de la vall del Darkhad (Дархадын хотгор, Darhadyn hotgor).
Els Darhad eren originalment part de la tribu i Hotgojd Ojrad. Entre 1549 i 1686 van viure al Aimag Zasagt Khan i Hotgojd Altan Khan. El 1786 va passar a formar part de la Gran Shabi Jebtsundamba Khutuktu. En aquest moment se'ls coneixia com els Negres darhad.
Molts Xamans practicaven Darhad. En el cens de 2000, 16.268 persones es van identificar com Darhad.